# Richard fitz Nigel
Richard fitz Nigel (auch Richard Fitzneale, Richard fitz Neal oder Richard of Ely) (* um 1130; † 10. September 1198) war ein englischer Geistlicher. Vor 1160 wurde er königlicher Treasurer, dieses Amt behielt er bis kurz vor seinem Tod. Ab 1189 war er dazu Bischof von London.

## Herkunft
Richard fitz Nigel war ein wahrscheinlich unehelicher Sohn von Nigel, dem Treasurer von König Heinrich I., der 1133 Bischof von Ely wurde. Sein Vater und auch sein Onkel Roger of Salisbury gehörten seit langem zu den führenden Beamten im englischen Schatzamt. Später bezeichnete Richard auch seinen Nachfolger als Treasurer, William of Ely, als Verwandten. Richards Mutter stammte vermutlich aus England. Sein Vater und sein Onkel Roger of Salisbury sicherten dem jungen Richard eine gute Ausbildung, wodurch er auch Grundkenntnisse der Logik und des Römischen Rechts lernte.

## Aufstieg zum Treasurer
Während des Thronfolgestreits, der sogenannten Anarchie, wurde Richard 1144 von König Stephan als Geisel genommen, der sich so der Loyalität seines Vaters versichern wollte. Als nach dem Ende der Anarchie König Heinrich II. die Herrschaft übernahm, reorganisierte Richards Vater wieder das Schatzamt und übernahm wieder das Amt des Treasurer. Vermutlich übernahm Richard bereits damals leitende Funktionen im Schatzamt, ehe er vor 1160 von seinem Vater das Amt des Treasurer übernahm. Angeblich soll sein Vater 1159 dem König, der Geld für seinen geplanten Feldzug gegen Toulouse benötigte, dafür £ 400 gezahlt haben.
Als Treasurer stand Richard zunächst im Schatten seines Vaters, der erst 1169 starb, doch spätestens ab 1166 schwer erkrankt war. In der Folge übernahm Richard bald weitreichende Aufgaben. 1173 erhob er zusammen mit Nicholas de Sigillo und Reginald de Warenne Steuern in Bedfordshire, Buckinghamshire, Kent, Oxfordshire und Sussex. 1175 kaufte er Pferde, die er für den König in dessen französischen Besitzungen brachte. In der Normandie war er möglicherweise 1175 an der Reform der Finanzverwaltung beteiligt. Wie es damals bei königlichen Beamten üblich war, übernahm Richard aber nicht nur Aufgaben in der Finanzverwaltung. 1179 diente er als reisender Richter, wobei er in zahlreichen Grafschaften Südwestenglands, aber auch in Berkshire und Oxfordshire Verhandlungen abhielt. Dazu diente er als königlicher Richter beim Hofgericht in Westminster, wobei er sich mehrfach, aber nicht immer mit Klagen wegen Steuern und Geldzahlungen befassen musste. Daneben übernahm er noch zahlreiche unterschiedlichste Aufgaben, so wie Ende der 1180er Jahre, als er einen Jagdfalken des Königs versorgen musste, oder 1189, als er vergeblich im Streit zwischen Erzbischof Balduin von Canterbury und dem Kathedralpriorat von Canterbury vermitteln sollte. Ab 1177 erhielt Richard jährlich £ 20 aus den Einkünften der königlichen Güter Essendon und Bayford in Hertfordshire.

## Geistliche Laufbahn

### Wahl zum Bischof von London
Bereits spätestens war Richard dazu um 1158 Archidiakon von Ely in der Diözese seines Vaters geworden. Nachdem sein Vater ab 1164, spätestens 1166 schwer erkrankt war, übernahm er wohl die Verwaltung der Diözese Ely. Daneben hatte er eine Pfründe als Kanoniker an der Londoner St Paul’s Cathedral. Vermutlich im Dezember 1183 wurde Richard zum Dekan von Lincoln ernannt. Dort kaufte er mehrere verfallene Häuser am Kirchhof der Kathedrale auf, ließ sie abreißen und als Residenz des Dekans neu errichten. 1186 wollte das Kathedralkapitel von Lincoln ihn zum Bischof wählen, doch überraschenderweise lehnte der König die Wahl von Richard und auch von zwei anderen Kandidaten ab. Stattdessen bestimmte er den Karthäuser Hugo als neuen Bischof. Am 15. oder 16. September 1189 bestimmte der neue König Richard I. in Pipewell Abbey Richard als neuen Bischof für die seit 1187 vakante Diözese London. Am 31. Dezember 1189 wurde Richard in Lambeth in Gegenwart von zwölf Bischöfen zum Bischof geweiht. Als Bischof legte er seine bisherigen geistlichen Ämter nieder, behielt jedoch das Amt des Treasurer.

### Rolle in den Machtkämpfen während der Abwesenheit von König Richard
Bevor Erzbischof Balduin von Canterbury zum Dritten Kreuzzug aufbrach, hielt er am 19. Februar 1190 in Westminster eine Synode ab, auf der er Richard zu seinem Stellvertreter im Erzbistum Canterbury ernannte. Dadurch wurde er in den Streit mit Bischof Hugh de Nonant verwickelt, dem Balduin verboten hatte, die Ämter des Sheriffs von Warwickshire, Staffordshire und Leicestershire zu übernehmen. Nonant hatte dem Erzbischof versprochen, die Ämter niederzulegen und auch nicht wieder zu übernehmen. Richard sollte auf die Einhaltung dieses Versprechens achten, doch anscheinend legte Nonant die einträglichen Ämter tatsächlich nicht nieder, obwohl er dies auch Richard zusicherte.
Während der Abwesenheit von König Richard I. auf dem Kreuzzug und der anschließenden Gefangenschaft des Königs in Deutschland war Richard führend in den Machtkampf zwischen Johann Ohneland, dem Bruder des Königs, und dem Justiciar und Kanzler William de Longchamp verwickelt. Vom 15. bis 16. Oktober 1190 nahm Richard an einer Synode teil, die William de Longchamp, der auch päpstlicher Legat war, in Westminster abhielt. 1191 widersetzte sich Johann Ohneland der Anordnung seines Bruders und kehrte nach England zurück. Im Sommer 1191 drohte zwischen ihm und Longchamp ein offener Bürgerkrieg um die Vormacht in England. Zusammen mit anderen Prälaten gehörte Richard zu den Vermittlern, die am 28. Juli 1191 auf einer Konferenz in Winchester den Konflikt zu schlichten versuchten. Als Folge der Schlichtung übernahm Richard die Verwaltung des königlichen Bristol Castle. Mitte September brach der Konflikt erneut aus, als Longchamp Geoffrey, den Halbbruder von König Richard und Johann sowie Erzbischof von York bei seiner Ankunft in England festnehmen ließ. Dabei zerrten Longchamps Männer den Erzbischof gewaltsam aus dem Kirchenasyl in Dover, wo er Zuflucht gesucht hatte. Richard verurteilte diesen ungeheuren Übergriff, suchte Longchamp bei Norwich auf und drohte ihm mit einer Verhängung des Interdikts. Anschließend reiste er nach London, wo er am 2. Oktober 1191 den freigelassenen Geoffrey ehrenvoll empfing. Johann Ohneland wollte diese Schwächung Longchamps ausnutzen und berief eine Ratsversammlung an der Loddon Bridge zwischen Reading und Windsor ein. Zusammen mit anderen Magnaten und Prälaten begleitete Richard Longchamp von Windsor aus zu dem Treffen. Longchamp befürchtete jedoch einen Hinterhalt und flüchtete zurück nach Windsor und dann weiter nach London. Daraufhin zogen zahlreiche Barone und Bischöfe ebenfalls nach London, wo es zur Entscheidung im Machtkampf zwischen Johann und Longchamp kam. Am 8. Oktober schworen zahlreiche Barone und Bischöfe, darunter Richard, in der Londoner St Paul’s Cathedral dem König die Treue. Am 9. Oktober 1191 wählten das Kapitel von Westminster Abbey ihren Prior William Postard anstelle des Bruders von Longchamp zum neuen Abt. Postard wurde von Richard als Abt in der St Paul’s Cathedral eingesetzt. Am 10. Oktober nahm Richard schließlich an der Ratsversammlung in Westminster teil, während der Longchamp als Justiciar abgesetzt wurde.
Ende 1190 war Erzbischof Balduin von Canterbury während des Kreuzzugs gestorben. Nachdem diese Nachricht England erreicht hatte, war die Wahl eines Nachfolgers durch den Machtkampf zwischen Longchamp und Johann Ohneland verzögert worden. Schließlich hatte Richard wesentlichen Anteil daran, im November 1191 die englischen Bischöfe zu einer Wahl für einen Nachfolger zusammenzurufen. Da er Richard jedoch noch durch Amtsgeschäfte in London aufgehalten wurde, konnten die Mönche des Kathedralpriorats von Canterbury den Bischöfen zuvorkommen, indem sie am 27. November Bischof Reginald fitz Jocelin von Bath zum neuen Erzbischof wählten. Reginald starb jedoch bereits Ende 1191. Durch die Gefangenschaft des Königs verzögerte sich eine erneute Wahl bis Frühjahr 1193. Schließlich berief Richard eine neue Versammlung der Bischöfe ein, die am 30. Mai 1193 den vom König benannten Kandidaten Hubert Walter zum neuen Erzbischof wählte. Auch diesmal waren die Mönche des Kathedralpriorats den Bischöfen zuvorgekommen, doch da sie ebenfalls Hubert Walter gewählt hatten, blieb dies ohne Folgen. Richard konnte das Ergebnis der Wahl bekannt geben. Bei der Inthronisation von Hubert Walter am 7. November kam es allerdings zu einem Streit zwischen Richard und Gilbert de Glanville, dem Bischof von Rochester über den Vorrang bei der Zeremonie. Gilbert de Glanville beanspruchte als Kaplan des Erzbischofs den Vorrang, während Richard dies als Dekan der Bischöfe der Kirchenprovinz Canterbury beanspruchte. Letztlich konnten die beiden Bischöfe einen Kompromiss schließen.
Auch bei anderen Gelegenheiten schien Richard seine Privilegien als ranghoher Bischof zu bewahren, wie er auch auf seinen Rang als Treasurer bedacht war. Diese Wahrung seiner Privilegien führte im März 1192 zu einem Konflikt mit Erzbischof Geoffrey von York. Dieser residierte im New Temple in London, um an einer Ratsversammlung teilzunehmen. Als er vom New Temple zur Versammlung ging, ließ er sich ein Prozessionskreuz vorantragen. Dieses Recht wurde ihm von Richard und den anderen Bischöfen der Kirchenprovinz von Canterbury bestritten. Sie drohten Geoffrey die Exkommunikation an, sollte er sich erneut das Kreuz vorantragen lassen, und Richard verbot dazu die Abhaltung von Gottesdiensten und das Läuten der Glocken im New Temple, solange Geoffrey dort wohnte. Daraufhin ließ sich Geoffrey kein Kreuz mehr vorantragen.

### Loyaler Unterstützer während der weiteren Herrschaft von Richard I.
Während der Herrschaft von König Richard konnte Richard behielt Richard weiter seine Bedeutung für die königliche Verwaltung. Im April 1193 gehörte er zu den Bewachern des Lösegelds, dass für die Freilassung des Königs zusammengetragen worden war. Am 10. April 1194 gehörte er zu den Bischöfen, die in Westminster Abbey Johann Ohneland und dessen Anhänger als Friedensbrecher exkommunizierten. Als König Richard aus seiner Gefangenschaft nach England zurückkehrte, hatte Richard bei der erneuten Krönung des Königs am 17. April 1194 in Winchester eine hervorgehobene Rolle, indem er zur Linken des Königs sitzen durfte. Auch in den nächsten Jahren blieb Richard ein loyaler Unterstützer des Königs. Als Hubert Walter 1197 auf einer Ratsversammlung in Oxford die Bischöfe aufforderte, dem König für den Krieg in der Normandie weitere 300 Ritter zu stellen, unterstützte Richard offen diese Forderung, während Bischof Hugo von Lincoln sie zurückwies. Bis 1196 gehörte Richard regelmäßig und danach noch gelegentlich zu den königlichen Richtern in Westminster. Dazu diente er auch bei anderen Gelegenheiten als Richter, beispielsweise am 22. Juli 1192 in Hertford oder als reisender Richter in Essex, Hertfordshire, Norfolk und Suffolk.
Als Bischof förderte Richard die Kathedralschule der St Paul’s Cathedral, wo der angesehene Ralph de Diceto Dekan war.

## Tätigkeit als Schriftsteller
Richard wurde nicht nur wegen seiner Ämter, sondern auch wegen seiner Schriften bekannt. Ende der 1170er Jahre verfasste Richard sein Buch Dialogus de Scaccario (Dialog über das Schatzamt), das sein bekanntestes Werk ist. Es ist sowohl ein Handbuch der Finanzverwaltung wie auch ein Loblied über seine Familie ist, die dem König treu diente. Das Werk wurde später ergänzt, wobei dies nicht unbedingt durch Richard erfolgte. Das Werk besteht aus zwei Teilen. In einem fiktiven Dialog zwischen einem Lehrer und einem Schüler werden im ersten Teil die Beamten und der Aufbau des Schatzamtes beschrieben. Der zweite Teil enthält die Beschreibung der Arbeit. Zusammen mit dem wenig später entstandenen Tractatus de legibus von Ranulf de Glanville gehört Richards Werk zu den ältesten Handbüchern für die weltliche Verwaltung. Nach eigener Aussage verfasste er auch ein Tricolumnis genanntes Werk, eine kurze Geschichte Englands während der Herrschaft von Heinrich I., das jedoch nicht erhalten ist.

## Werke
- Dialog über das Schatzamt = Dialogus de scaccario. Mit einer Einführung von Marianne Siegrist-Müller. Artemis, Zürich 1963 (deutsch)
- Dialogus de Scaccario = The course of the Exchequer. Hrsg. und übersetzt von Charles Johnson. Clarendon Press, Oxford 1983. ISBN 0-19-822268-8 (englisch)